# Ґруєць-Великий (Лодзинське воєводство)
Ґруєць-Великий (пол. Grójec Wielki) — село в Польщі, у гміні Злочев Серадзького повіту Лодзинського воєводства.
Населення — 364 особи (2011).
У 1975-1998 роках село належало до Серадзького воєводства.

## Демографія
Демографічна структура станом на 31 березня 2011 року:
|          | Загалом | Допрацездатний вік | Працездатний вік | Постпрацездатний вік |
| -------- | ------- | ------------------ | ---------------- | -------------------- |
| Чоловіки | 193     | 36                 | 132              | 25                   |
| Жінки    | 171     | 30                 | 91               | 50                   |
| Разом    | 364     | 66                 | 223              | 75                   |